# Osavide
Osavide es un caserío español del municipio de Oláibar, perteneciente a la Comunidad Foral de Navarra.

## Toponimia
El nombre del lugar puede encontrarse también escrito con la grafía Osabide. Se conoce como Otsabide en euskera.

## Historia
Hacia mediados del siglo XIX, el lugar, por entonces referido como una granja perteneciente a Oláibar, tenía contabilizada una población de diez habitantes. Aparece descrito en el duodécimo volumen del Diccionario geográfico-estadístico-histórico de España y sus posesiones de Ultramar de Pascual Madoz con las siguientes palabras:

OSABIDE: granja del señ. en el valle de Olaibar, prov. y c. g. de Navarra, aud. terr., dióc. y part. jud. de Pamplona (2 leg.). sit. en el centro del valle, con clima frio: tiene una casa y una basílica dedicada á San Gregorio Nacianceno, aneja de Olabe, cuyo abad la sirve. El térm. confina N. Olabe; E. Zandio; S. Osacain, y O. Olaiz. El terreno es de mediana calidad y no muy á propósito para viñedo. prod.: trigo, maiz, vino y otros frutos; cria ganado lanar, y caza de perdices. pobl.: 1 vec., 10 alm. riqueza: con el valle (V. su art.).
(Madoz, 1849, p. 388)

En 2023, la entidad singular de población tenía empadronados 13 habitantes.